# Kępa Radwankowska (Piaseczno)
Pour les articles homonymes, voir Kępa Radwankowska.
Kępa Radwankowska (prononciation : [ˈkɛmpa radvanˈkɔfska]) est un village polonais de la gmina de Góra Kalwaria dans le powiat de Piaseczno de la voïvodie de Mazovie dans le centre-est de la Pologne.
Il se situe à environ 5 kilomètres au sud-est de Góra Kalwaria (siège de la gmina), 22 kilomètres au sud-est de Piaseczno (siège du powiat) et à 35 kilomètres au sud-est de Varsovie (capitale de la Pologne).
Le village compte approximativement une population de 10 habitants en 2006.

## Histoire
De 1975 à 1998, le village appartenait administrativement à la voïvodie de Varsovie.